# ニアネス・オブ・ユー (レッド・ガーランドのアルバム)
『ニアネス・オブ・ユー』(The Nearness of You) は、タイトルの下に「ballads played by Red Garland」と添え書きされた、アメリカ合衆国のピアニスト、レッド・ガーランドのスタジオ・アルバム。1961年に録音され、1962年にリバーサイド・レコード傘下のジャズランド・レーベルからリリースされた。

## 評価
| 専門評論家によるレビュー | 専門評論家によるレビュー |
| レビュー・スコア         | レビュー・スコア         |
| 出典                     | 評価                     |
| ------------------------ | ------------------------ |
| Down Beat                | [ 3 ]                    |
| Allmusic                 | [ 4 ]                    |

Allmusicのサイトでコメントしたスコット・ヤナウは、このアルバムに星3つの評価を与え、「特に背景音楽として使うのに向いている (Particularly effective when used as background music)」と述べている。

## トラックリスト
1. ホワイ・ワズ・アイ・ボーン (Why Was I Born?)（オスカー・ハマースタイン2世、ジェローム・カーン）- 4:51
2. ニアネス・オブ・ユー (The Nearness of You)（ホーギー・カーマイケル、ネッド・ワシントン（英語版））- 5:34
3. いつかどこかで (Where or When)（ローレンツ・ハート、リチャード・ロジャース）- 6:09
4. ロング・アゴー・ファー・アウェイ (Long Ago (and Far Away))（アイラ・ガーシュウィン、ジェローム・カーン）- 3:54
5. アイ・ガット・イット・バッド (I Got It Bad (and That Ain't Good))（デューク・エリントン、ポール・フランシス・ウェブスター（英語版））- 5:17
6. ドント・ウォリー・アバウト・ミー (Don't Worry About Me)（ルーブ・ブルーム（英語版）、テッド・ケーラー) - 4:40
7. ラッシュ・ライフ (Lush Life)（ビリー・ストレイホーン) - 4:15
8. オール・アローン (All Alone)（アーヴィング・バーリン) - 4:58

## パーソネル
- レッド・ガーランド - ピアノ
- ラリー・リドリー（英語版） - ベース（7以外）
- フランク・ガント（英語版） - ドラムス（7以外）